# Lagenoderus problematicus
Lagenoderus problematicus là một loài bọ cánh cứng trong họ Attelabidae. Loài này được Voss miêu tả khoa học năm 1966.